# Waterpolo al Campionat del Món de natació de 1986
La competició de waterpolo al Campionat del Món de natació de 1986 es realitzà al Centre de Natació M-86 de la ciutat de Madrid (Espanya). Fou la primera edició en la qual hi s'hi incorporà la competició en categoria femenina.

## Resum de medalles
| Event                | Or         | Plata         | Bronze         |
| competició masculina | Iugoslàvia | Itàlia        | Unió Soviètica |
| competició femenina  | Austràlia  | Països Baixos | Estats Units   |

## Medaller
| Posició | País           | Or | Plata | Bronze | Total |
| 1       | Austràlia      | 1  | 0     | 0      | 1     |
| 1       | Iugoslàvia     | 1  | 0     | 0      | 1     |
| 3       | Itàlia         | 0  | 1     | 0      | 1     |
| 3       | Països Baixos  | 0  | 1     | 0      | 1     |
| 5       | Estats Units   | 0  | 0     | 1      | 1     |
| 5       | Unió Soviètica | 0  | 0     | 1      | 1     |
| Total   | Total          | 2  | 2     | 2      | 6     |